# Cladomorphus rubus
Cladomorphus rubus är en insektsart som först beskrevs av Henri Saussure 1861.  Cladomorphus rubus ingår i släktet Cladomorphus och familjen Phasmatidae. Inga underarter finns listade i Catalogue of Life.